# Mahmúd Darwíš
Mahmúd Darwíš (13. března 1941 – 9. srpna 2008) byl palestinský především arabsky publikující básník a autor, který byl oceněn mnoha cenami za literární dílo a byl také považován za palestinského národního básníka. V jeho díle byla Palestina metaforou pro ztrátu ráje, narození a zmrtvýchvstání a utrpení z uzurpace a exilu.

## Biografie
Darwish se narodil ve vesnici al-Birwa v západní Galileji. Byl druhým potomkem Salima a Houreyyah Darwishových. Jeho otec byl muslimský zemědělec. Matka byla negramotná, ale jeho dědeček ho naučil číst. Po vzniku státu Izrael, rodina uprchla do Libanonu, nejprve do Jezzinu a později do Damouru. O rok později se vrátili do území Akko, což byla nyní část Izraele, a usídlil se v Dejr al-Asad. Darwish navštěvoval střední školu v Kafr Jasif, dva kilometry severně od Jadeidi a posléze se přestěhoval do Haify. V devatenácti letech vydal svou první sbírku poezie - Asafir bila ajniha (v angličtině Wingless Sparrows). Izrael opustil v roce 1970 aby studoval v SSSR. Rok studoval na Moskevské univerzitě, než přesídlil do Egypta a Libanonu. Když se v roce 1973 připojil k Organizaci pro osvobození Palestiny (OOP) byl vyhoštěn z Izraele. V Bejrútu byl editorem odborného časopisu vydávaného Palestinským výzkumným centrem a v roce 1977 také jeho ředitelem. V roce 1995 se vrátil, aby se zúčastnil pohřbu svého kolegy, Emila Habibiho a obdržel povolení ke čtyřdennímu pobytu v Haifě. V témže roce mu bylo povoleno usadit se v Ramalláhu, ale cítil se zde prý jako ve vyhnanství a nepovažoval Západní břeh za svou domovinu.
Darwish byl dvakrát ženatý a rozvedený. Jeho první manželkou byla spisovatelka Rana Kabbani. V polovině 80. let se oženil s egyptskou překladatelkou Hayat Heeni. Obě manželství byla bezdětná. Darwish měl srdeční potíže, které vyvrcholily v roce 1984 infarktem a následnou operací. Podrobil se ještě dalším zákrokům v roce 1998 a 2008.
Naposledy navštívil Izrael 15. července 2007, aby se zúčastnil recitálu v Mt. Carmel Auditoriu v Haifě, na kterém odsoudil smrtící boje mezi palestinskými rivaly Fatah a Hamas, a označil je „za veřejnou snahu o sebevraždu na ulicích.“

## Literární kariéra
Darwish vydal přes třicet básnických sbírek a osm prozaických děl. Byl redaktorem stanic Al-Jadid, Al-Fajr, Shu´un Filistiniyya a Al-Karmel (1981). Jeho první básnická sbírka nesla název "Leaves of Olives" a obsahovala báseň "Identity Card", napsanou v roce 1964.
Jak už bylo zmíněno, Darwish získal mnoho cen a jeho tvorba byla vydaná ve dvaceti jazycích včetně češtiny (Přicházím do stínu tvých očí, nakl. Babylon, r. 2007).
Ústředním motivem Darwishovy poezie byl boj Palestinců za nezávislost, frakční boj a exilové zkušenosti. Básnířka Naomi Shihab Nye napsala, že Darwis je "bytostným dechem palestinského lidu, výřečnou obětí exilu a sounáležitostí..."

## Česká vydání
- Deník všedního smutku (1988 v nakladatelství Tigis, 1989 v nakladatelství Novinář)
- Přicházím do stínu tvých očí (2007 v nakladatelství Babylon)